# Thunberga samsagala
Thunberga samsagala (лат.) — вид пауков рода Thunberga из семейства Sparassidae. Мадагаскар (провинция Анциранана, Amber Mountains National Park, Sakalava Beach). 

## Описание
Пауки средних размеров (около 1 см). Основная окраска тела желтовато-коричневая. От близких видов (T. befotaka) отличается следующими признаками: 1) кончик эмболюса тоньше, 2) рролатеро-проксимальная петля спермофора полностью видна в вентральном виде, 3) наличие толстой TA и 4) RTA короткий и достигает только проксимальной половины тегулы. Имеют более 4 ретромаргинальных хелицеральных зубцов (5), AME по размеру равны ALE или лишь немного крупнее, а задний ряд глаз прямой или слегка выпуклый. Формула ног 2143.

## Классификация и этимология
Вид был впервые выделен в 2021 году немецким арахнологом Петером Егером и включён в состав рода Thunberga из подсемейства Heteropodinae (Sparassidae). Видовой эпитет это анаграмма от названия сходного вида T. malagassa.